# TT150
TT150 (Theban Tomb 150) è la sigla che identifica una delle Tombe dei Nobili ubicate nell’area della cosiddetta Necropoli Tebana, sulla sponda occidentale del Nilo dinanzi alla città di Luxor, in Egitto. Destinata a sepolture di nobili e funzionari connessi alle case regnanti, specie del Nuovo Regno, l'area venne sfruttata, come necropoli, fin dall'Antico Regno e, successivamente, sino al periodo Saitico (con la XXVI dinastia) e Tolemaico.

## Titolare
TT150 era la tomba di:
| Titolare | Titolo                                          | Necropoli       | Dinastia/Periodo     | Note                                                          |
| -------- | ----------------------------------------------- | --------------- | -------------------- | ------------------------------------------------------------- |
| Userhet  | titolo perso, Supervisore del bestiame di Amon. | Dra Abu el-Naga | tarda XVIII dinastia | versante nord del wadi che delimita la collina settentrionale |

## Biografia
Unica notizia biografica ricavabile è il nome della moglie, Iatib, Concubina reale.

## La tomba
La tomba non è ultimata, ma planimetricamente avrebbe presentato struttura a "T" capovolta tipica del periodo con sala trasversale dopo l'ingresso, sala perpendicolare alla precedente e camera laterale. Solo la sala trasversale presenta rappresentazioni parietali del defunto e della moglie con un pilastro Djed, nonché una doppia scena del defunto e della moglie dinanzi a Osiride e Anubi; poco discosto l'abbozzo di un cumulo di melograni e grappoli di uva su tralicci.

### Annotazioni
1. ↑  La prima numerazione delle tombe, dalla numero 1 alla 253, risale al 1913 con l’edizione del "Topographical Catalogue of the Private Tombs of Thebes" di Alan Gardiner e Arthur Weigall. Le tombe erano numerate in ordine di scoperta e non geografico; ugualmente in ordine cronologico di scoperta sono le tombe dalla 253 in poi.
2. ↑  I campi della Duat, ovvero l'aldilà egizio, si trovavano, secondo le credenze, proprio sulla riva occidentale del grande fiume.
3. ↑  Nella sua epoca di utilizzo, l'area era nota come "Quella di fronte al suo Signore" (con riferimento alla riva orientale, dove si trovavano le strutture dei Palazzi di residenza dei re e i templi dei principali dei) o, più semplicemente, "Occidente di Tebe".
4. ↑  le Tombe dei Nobili, benché raggruppate in un'unica area, sono di fatto distribuite su più necropoli distinte.
5. ↑  Le note, sovente di inquadramento topografico della tomba, sono tratte dal "Topographical Catalogue" di Gardiner e Weigall, ed. 1913 e fanno perciò riferimento alla situazione dell'epoca.
6. ↑  Secondo Gardiner e Wilkinson, che pubblicano nel 1913, non sono noti i titoli del defunto che, però, risultano nel "Theban Necropolis di Porter e Moss ed. 1927 e 1970.

### Fonti
1. ↑  Gardiner e Weigall 1913.
2. ↑  Donadoni 1999,  p. 115.
3. ↑  Gardiner e Weigall 1913, pp. 28-29.
4. ↑  Porter e Moss 1927,  p. 261.
5. ↑  Gardiner e Weigall 1913, pp. 30-31.
6. 1 2  Porter e Moss 1927,  p. 260.